# آدم إليك
آدم بي إليك (بالإنجليزية: Adam B. Ellick)‏ هو مراسل لصحيفة نيويورك تايمز.
في صيف عام 2009، قام إليك بتصوير وثائقي بعنوان "Class Dismissed" حول ملالا يوسف زي.

## وصلات خارجية
الموقع الرسمي